# Sambar (Gericht)

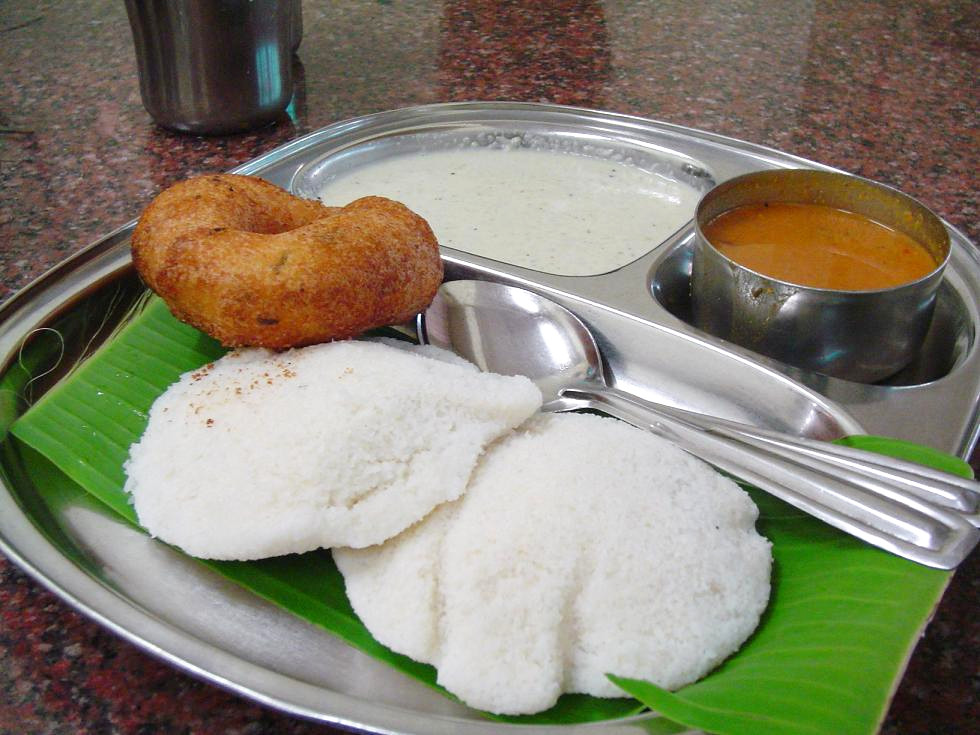
Südindisches Frühstück, bestehend aus Idli und Vadai mit Kokoschutney und Sambar (rechts in der separaten Schale)

Sambar oder Sambhar (Kannada: ಹುಳಿ, Malayalam: സാംബാർ, Tamil: சாம்பார், Telugu: సాంబారు) ist eine südindische Sauce auf Basis von Linsen und Tamarinde oder Amchur. Sambar wird zu Reis, Dosa oder Idli gereicht.

## Zutaten
Sambar besteht im Wesentlichen aus Straucherbsen (Tuvar Dal), Tamarinde, Zwiebeln und beliebigem Gemüse. Häufig werden die Früchte des Meerrettichbaumes (Drumsticks), sowie Kartoffeln, Auberginen und Bohnen verwendet. Meist ist es dünnflüssig und mit geringem Gemüseanteil. Für die Würze sorgt ein spezielles Sambar-Pulver, das in der Regel auf Kurkuma, Kreuzkümmel und Chilipulver basiert.

## Etymologie
Der Begriff Sambar stammt von der tamilischen Bezeichnung சாம்பார் cāmpār ab, welche sich wiederum über Marathi सांभार sāmbhār auf das Sanskrit-Wort सम्भार sambhāra, „Vorbereitung, Zutaten“, zurückführt. Das Gericht soll von den Marathen-Herrschern, die ab 1675 über Thanjavur herrschten, in Tamil Nadu eingeführt worden sein. Die häufig kolportierte Herleitung der Bezeichnung Sambar oder Sambhar vom Namen des Marathen-Heerführers Sambhaji, der das Gericht erfunden haben soll, muss jedoch als Volksetymologie gelten. Tamilisch-nationalistische Kreise haben sich bemüht, eine rein tamilische Etymologie für den Begriff Sambar zu entwickeln und leiten das Wort vom tamilischen Verb சாம்பு cāmpu ab, welches „sich reduzieren“ bedeutet.